# Dotona
Dotona is een geslacht van sponsdieren uit de klasse van de Demospongiae (gewone sponzen).

## Soorten
- Dotona davidi (Kirkpatrick, 1900)
- Dotona pulchella Carter, 1880